# Wu Peifu
Wu Peifu , Wu Pei-fu ou Wu P'ei-fu (chinês tradicional: 吴佩孚, chinês simplificado: 吴佩孚, pinyin: Wu Peifu), (22 de abril 1874 - 4 de dezembro de 1939), militar e político chinês de começos do século XX, foi um dos líderes militares chamados senhores da guerra que controlaram o poder entre o derrocamento da monarquia e a Segunda Guerra Mundial.

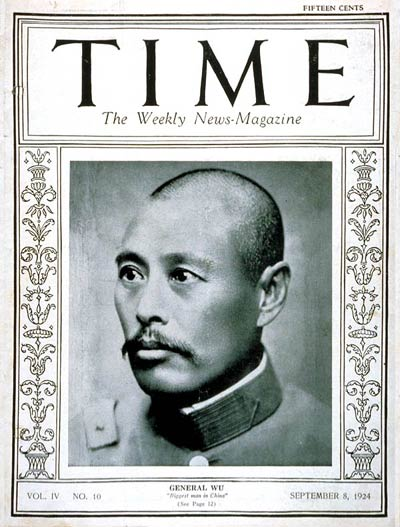
Wu Peifu, capa da revista Time.

Servidor público de educação confuciana, abandonou cedo a carreira burocrática para ingressar no Exército. Sua formação tradicional marcou-lhe profundamente, convertendo-o num defensor dos valores confucianos até sua morte. Seguidor de Yuan Shikai, com a morte deste seguiu subordinado, apesar de sua capacidade militar, a Cao Kun, o antigo superior militar de seus começos no Exército. Depois da morte de Yuan e o surgimento das cliques militares que controlaram a política da nação, Wu, subordinado de Cao Kun, acabou fazendo parte da camarilha de Zhili.
Nos anos vinte, Wu tinha-se convertido em mais um senhor da guerra, com certas províncias sob seu controle direto e outras sob sua influência, com capacidade para nomear seus seguidores para cargos importantes e de amedrontar as autoridades civis graças a seu poder militar. À semelhança de outros militares do momento, como Feng Yuxiang, e à diferença de outros como Yan Xishan, sua base territorial não era permanente. Centrado na unificação da China, não aplicou reformas modernizadoras no território sob seu controle como fez Yan, nem mudanças sociais, como fez Feng. Era então o principal militar da clique de Zhili. Depois de uma instável coalizão, a camarilla de Zhili expulsou do poder a sua rival de Anhui em 1920 e Wu passou a controlar junto com Cao o Governo do país entre 1922 e 1924, após derrotar também a camarilha de Fengtian em 1922. A derrota militar em 1925 ante a reforçada camarilha de Fengtian fez com que Wu se retirasse da política até 1926, quando ressurgiu com seu poder. Teve de enfrentar-se então com o Guomindang e com seu antigo subordinado Feng Yuxiang. Incapaz de derrotar as forças coligadas destes e com escassa coordenação com outros senhores da guerra, foi finalmente vencido e se retirou novamente em 1928.
Na década de 1930, manteve sucessivas conversas com as autoridades japonesas, que desejavam que participasse em diversos planos políticos, mas recusou cooperar com Tóquio até sua repentina morte em 1939.

## Início da sua carreira
Nascido em 1874 na localidade de Penglai, na província de Shandong no leste da China, Wu recebeu inicialmente uma educação tradicional chinesa. Sua família, pobre, dependia de uma pequena loja que possuía o pai de Wu. A morte deste quando Wu contava catorze anos prejudicou ainda mais a situação econômica familiar. Nesse mesmo ano, prometeu-se a Wu em casal, ainda que sua noiva morreu dantes do casamento. Para ajudar no sustento da família, Wu foi alistado a trabalhar de marinheiro nos quartéis da Marinha na prefeitura. Nos quartéis estudou com afinco os clássicos, preparando-se para os exames para o funcionalismo imperial, a carreira tradicional na qual foi aprovado em 1897; atingiu o grau de shēngyuán (生员) com vinte e três anos. A educação clássica recebida, com seus valores de lealdade, sacrifício, piedade filial e um verdadeiro patriotismo, marcaram Wu.

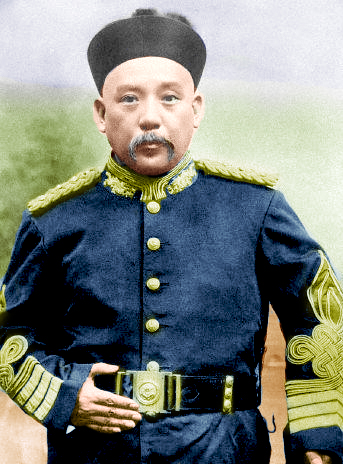
Yuan Shikai, fundador da Escola Militar de Beiyang onde Wu se formou como oficial e de onde surgiram grande parte dos senhores da guerra que controlaram a política chinesa depois da morte de Yuan. Wu foi fiel a Yuan até sua morte em 1916.

Em 1898, em vez de continuar a carreira no funcionalismo, começou outra como soldado profissional. Ingressou no Exército, sem mudar-se ao Japão para realizar seus estudos militares por falta de financiamento para isso. O Exército tinha-se convertido por então numa via para melhorar a posição social mais atraente que a carreira burocrática. Sua unidade foi dissolvida durante a rebelião dos Boxer em 1900.
Mais tarde, em setembro de 1901, depois de cursar brevemente estudos na escola preparatória militar de Kaiping, Wu uniu-se ao "Exército Novo" (chinês: 新 军) (que recebeu o nome de Exército de Beiyang em 1902), criado pelo general imperial Yuan Shikai para modernizar as forças armadas da dinastia Qing. Seus superiores reconheceram seu talento como soldado e ascendeu rapidamente na hierarquia. Ingressou depois na Academia Militar de Baoding (chinês: 保定 军校) perto de Pequim, aonde Yuan transladou a escola de Kaiping, a transformando formalmente numa academia militar. Wu seguiu o mais curto dos cursos disponíveis e entrou em contato pela primeira vez com a cultura estrangeira. Graduou-se em 1903 e, recrutado como oficial da academia, sua primeira missão foi ajudar aos japoneses em tarefas de espionagem. Durante a Guerra Russo-Japonesa, Yuan enviou a diversos membros de sua academia, incluído Wu, para servir com os japoneses, apesar da teórica neutralidade na contenda. Por seus serviços ascendeu a capitão. Durante uma breve licença, regressou à sua cidade natal onde contraiu matrimônio com a filha de um notável local antes de regressar à frente, ser capturado pelos russos na Manchúria e enviado a Mukden. Condenado a morte por espionagem, escapou durante seu translado a Harbin. Os japoneses lhe condecoraram depois da guerra.
Uma vez acabada a guerra, Wu passou a servir na 3ª Divisão que se achava sob o comando de Duan Qirui, se convertendo mais adiante em seu lugar-tenente e, desde outubro de 1906, em comandante do 1º Batalhão da divisão. Mais tarde a divisão passou ao comando de Cao Kun, com quem Wu manteve estreitas relações em adiante. Transladado com a divisão a Changchun para controlar o bandidagem no inverno de 1907, casou-se ali com sua segunda esposa, filha novamente de um notável do lugar, de forte carácter e sua companheira pelo resto da vida. Pouco depois do casamento, Wu ascendeu a comandante da 1.ª Divisão do 3º Regimento de Artilharia.
Depois da abolição da monarquia em 1911, a posterior proclamação de Yuan como presidente da República da China e sua tentativa desastrosa para se proclamar imperador, o poder político na China rapidamente caiu em mãos de diversas autoridades militares regionais, o que inaugurou a era dos senhores da guerra. Para manter a sede do Governo em Pequim e não se transladar a Nanquim como exigiam os revolucionários que se tinham inclinado a lhe aceitar como presidente, Yuan ordenou a sublevação da 3ª Divisão para ter uma desculpa para se manter na antiga capital. Wu fingiu, por ordem de Yuan, debelar o motim, depois do que foi condecorado e ascendido a lugar-tenente da divisão. Em seu posterior confronto com o Kuomintang, Yuan confiou nos oficiais da 3ª Divisão para combater àquele e Wu marchou junto com Cao Kun, nomeado comandante em chefe do alto Yangze, e a divisão ao sul. Em 1914 foi nomeado, por recomendação de Cao, comandante da 6ª Brigada da divisão. Tanto Cao como Wu serviram fielmente a Yuan até sua morte e não se opuseram a seus planos de restaurar a monarquia em sua pessoa. Combateram no bando de Yuan durante a Guerra de Proteção Nacional e regressaram ao norte junto com o resto da divisão depois da morte de Yuan no verão de 1916.

## Na camarilha de Zhili

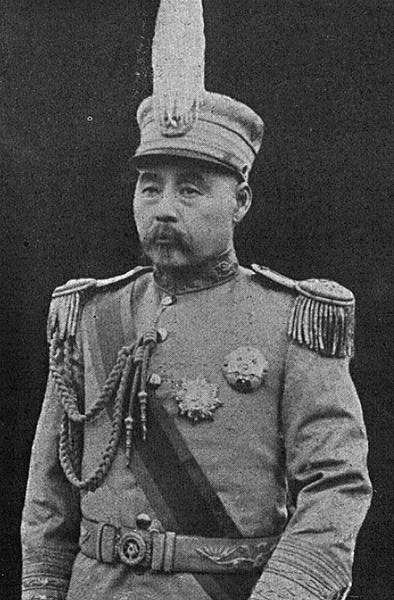
Feng Guozhang, fundador da camarilha de Zhili em oposição ao outro seguidor de Yuan Shikai, Duan Qirui.

Depois da morte de Yuan em 1916, seu Exército de Beiyang dividiu-se em várias facções, que lutaram pela supremacia nos anos seguintes. As principais facções incluíam: a camarilla de Anhui (ou de Anfu) encabeçada por Duan Qirui a camarilha de Fengtian liderada por Zhang Zuolin ("O Tigre do Norte") e a camarilha de Zhili dirigida por Feng Guozhang, à que pertencia Wu Peifu. Ele pertencia à 3ª Divisão do Exército de Beiyang, a principal unidade deste, e sua ascensão nela assegurou seu futuro como senhor da guerra após a morte de Yuan.
A facção de Duan Qirui, a camarilha de Anhui, dominou a política em Pequim desde 1916 a 1920, mas viu-se obrigada a manter uma relação difícil, com a facção de Feng Guozhang para conservar a estabilidade do Governo. A primeira tarefa de ambas cliques foi a de eliminar do poder ao vice-presidente de Yuan, Li Yuanhong, convertido em presidente depois da morte daquele e considerado alheio aos militares de Beiyang já que provinham das fileiras dos revolucionários do sul e carecia de respaldo militar. Na primavera e o verão de 1917, as duas camarillas enfrentaram-se ao presidente Li, que teve de solicitar a ajuda do general monárquico Zhang Xun, governador militar de Anhui que, em vez de lhe respaldar, tratou em vão de restaurar aos manchúes. Wu dirigiu seu brigada contra a capital, participando assim destacadamente no aplastamiento da restauração.

Territórios sob controle das duas principais camarilhas em 1917. O controle das províncias flutuava conforme a fortuna militar.

Ambos militares se enfrentaram pela maneira de tratar com o sul rebelde: Duan defendia a conquista militar enquanto Feng preferia a negociação, por considerar que aquela somente tivesse beneficiado a seu rival, lhe outorgando excessivo poder. Para incitar a Wu a atacar ao Guomindang - ele acabara de tomar a província de Hunã na primavera de 1918 - Duan lhe nomeou comandante da 3ª Divisão e concedeu-lhe um prestigioso título honorífico. Duan, no entanto, negou-lhe o governo militar de Hunã, que tinha conquistado, prometendo em seu lugar o de Guangdon, onde se achava o Governo rebelde e ainda por conquistar. O descontentamento com as ações e atitude de Duan deteve o avanço de suas tropas e atingiu um acordo com os rebeldes em 15 de junho de 1918, sem entregar o controle de Hunã ao governador militar nomeado por Duan.

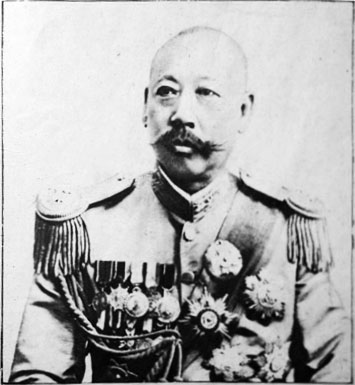
Cao Kun, sucessor de Feng, militar medíocre, mas chefe da camarilha devido à sua antiguidade, muitas vezes em desacordo com Wu.

Feng morreu em dezembro de 1919 e a liderança da camarilha de Zhili passou a Cao Kun, com o apoio de Wu Peifu e Sun Chuanfang. Duan tinha utilizado a guerra mundial desde 1917 para solicitar créditos ao Japão que deviam teoricamente servir para armar unidades para a contenda mundial mas que, na prática, se utilizaram para financiar e aumentar o poder da sua clique na política, com crescente desgosto dos nacionalistas que recusavam o aumento da influência japonesa no país. Depois do adverso resultado da Conferência de Paz de Paris para a China e sua rejeição por parte da opinião pública nos incidentes do 4 de maio, Cao e Wu começaram uma campanha de agitação contra Duan e sua camarilha de Anhui e publicaram telegramas denunciando sua colaboração com Japão. Quando esta pressão tratou de obrigar ao presidente a destituir o general Xu Shuzheng, lugar-tenente chave de Duan, este começou a preparar para a guerra contra a camarilha de Zhili, e forçou o presidente a destituir Cao e Wu. Nesta conjuntura, estes e Wu começaram a organizar uma ampla aliança que incluiu a todos os adversários da camarilha de Anhui. Em novembro de 1919, Wu Peifu reuniu-se com representantes de Tang Jiyao e Lu Rongting (chefes militares de Yunnan e Guangxi, respectivamente) em Hengyang, e assinou um tratado intitulado "Rascunho do Exército Aliado de Salvação Nacional» (chinês: 救国 同盟 军 草 约), que serviu de base à aliança que se preparava para a luta contra a camarilha de Anhui, que também incluiu a poderosa camarilha de Fengtian de Zhang Zuolin, com base na Manchúria, inquieta também pela extensão do poder de Duan pelo norte do país. Numa reunião secreta entre Zhang, Cao e Wu, estes lembraram sua aliança contra a camarilha de Anhui em 23 de junho de 1920.
Depois de pactuar com o Governo do Cantão a devolução de Hunã em troca de um empréstimo para a manutenção de suas tropas, Wu evacuou a província em 15 de março de 1920 e marchou ao norte em maio; justificou sua ação pela necessidade de enfrentar-se o Japão e a inconveniência de fazê-lo no meio de uma guerra civil. Popular entre os estudantes e a opinião pública nacionalista como paladino da política antijaponesa, ocupou Henan ao mesmo tempo que continuava suas críticas ao Governo controlado pela camarilha rival.

## Derrota da camarilha de Anhui

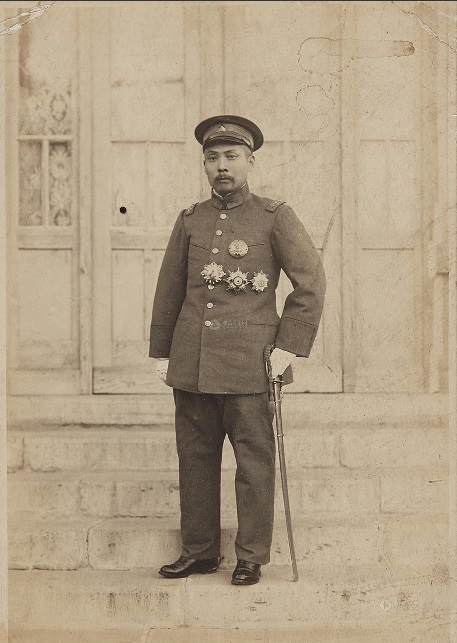
Duan Qirui, dirigente da camarilha de Anhui rival à de Wu e próximo aos japoneses, resultou derrotado na confrontação de 1920, ainda que regressou à presidência brevemente como candidato de consenso mas sem poder real em meados da década.

Quando as hostilidades finalmente eclodiram em julho de 1920, Wu Peifu teve um papel destacado como comandante-em-chefe do exército Zhili oposto aos de Anhui. A princípio, as coisas não marcharam bem para a aliança, que foi rechaçada pelas tropas de Anhui em todas as frentes. Wu decidiu então levar a cabo uma audaz manobra no extremo ocidental da frente, rodeou o flanco das posições inimigas e atacou diretamente seu quartel-general. A táctica deu resultado e Wu obteve uma vitória espantosa na qual capturou a muitos dos principais oficiais inimigos. A seguir o exército de Anhui se desbaratou numa semana e Duan Qirui fugiu para a concessão japonesa de Tianjin. Wu Peifu recebeu o reconhecimento pela vitória ao considerar-lhe o estrategista responsável pela vitória, surpreendentemente rápida. Depois da vitória, Wu pôde aumentar consideravelmente as forças sob seu comando e influência, formou oito novas divisões e três brigadas mistas em 1920 e outras quatro divisões em 1922. Wu passou a controlar o grosso das forças de sua clique. Cao, preocupado em tratar de conseguir a presidência da república e medíocre estrategista, contentou-se com deixar as campanhas nas mãos de Wu e de outros subordinados e de enfrentar a uns e outros para manter sua preeminência, com notável sucesso.
Na raiz da vitória no conflito, as camarilhas de Zhili e Fengtian concordaram em compartilhar o poder através de um Governo de coalizão. Wu foi nomeado inspetor militar adjunto de algumas províncias, mas precisava fazê-lo com uma base territorial na qual poderia cimentar seu poder militar em frente ao resto de senhores da guerra. O movimento autonomista nas províncias, alentado em parte pela debilitada camarilha de Anhui e em parte por outros chefes militares sem laços com a clique de Zhili e o Governo da capital, ofereceu-lhe a oportunidade de forjar-se lhe um território próprio. Depois que Hunã proclamasse sua autonomia do Governo de Pequim, alguns políticos de Hubei trataram de seguir seu exemplo em meados de 1921, apoiados pelas unidades do governador militar rebelde de Hunã. O governador de Hubei, incapaz de fazer frente por si só a estas, solicitou a ajuda da camarilha dirigente - de Cao e de Wu. Wu avançou o suficiente para tomar Hankow, mas permitiu a derrota do governador militar de Hubei para que fosse destituído e eliminar assim um competidor pelo controle da zona. A seguir, uma vez nomeado inspetor militar de Hunã e Hubei, começou a combater firmemente os rebeldes em 22 de agosto. Wu infligiu uma dura derrota primeiro às unidades de Hunã e depois às de Sichuã que foram em auxílio das primeiras e assinou tréguas com ambas em setembro. Wu conseguiu criar um território próprio em Hubei, mas perdeu com isso o respaldo popular ao aplastar o movimento federalista e atuar claramente em seu próprio benefício. Wu converteu-se para a população em apenas mais outro senhor da guerra, que controlava Hubei (a principal fonte de rendimentos para suas tropas) e parte de Henan e Shaanxi. Fracassada sua tentativa de reunificar o país mediante a negociação entre os diversos chefes militares no outono de 1921, começou a armar-se para realizá-lo pela força e estabeleceu seu centro de operações em Loyang em Henan, para perto de estratégicas linhas férreas. O aumento do poder da camarilha levou à aliança contrária das províncias sulistas, ao que aquela respondeu com sua própria aliança das províncias centrais. No norte, Zhang Zuolin também se inquietou pelo aumento do poderio de Wu e de sua clique, e ocupou a capital, instalando um novo Governo sob seu controle no final de 1921. Pelas mesmas datas, forjou-se uma aliança entre os restos da camarilha de Anhui, a de Zhang e o Governo do Cantão contra a camarilha de Zhili.
Para opor-se à nova aliança, precária pela diversidade de interesses de seus membros, Wu optou por atacar o Governo da capital controlado por Zhang Zuolin, líder da camarilha de Fengtian, incomodando-o com as declarações antijaponesas sobre a questão de Shandong, que ameaçavam estragar o delicado acordo que Zhang tinha atingido com os japoneses em sua base de poder na Manchúria e as negociações com Tóquio de seu premiê sobre um empréstimo. Wu e Zhang também se enfrentaram sobre quem devia ocupar o cargo de premiê, se sucedendo uma série de efêmeros gabinetes controlados por um e outro. A frágil coalizão entre Zhili e Fengtian durou pouco e cedo começaram as hostilidades, uma vez que Zhang se viu obrigado a sair em defesa de seu protegido em Pequim, que foi relevado de todas formas a começos de 1922 pela pressão da opinião pública, antijaponesa.

## Primeira Guerra Zhili-Fengtian
A "guerra telegráfica" começou em janeiro de 1922, ainda que os combates foram realizados mais tarde, em 28 de abril, depois de diversas tentativas de mediação e o aumento paulatino da tensão entre os adversários. Enquanto Wu transladava suas tropas através da ferrovia Pequim-Hankow, Zhang transladava unidades ao sul da Grande Muralha e Sun Yatsen lançava sua "Expedição do Norte" para forçar à camarilha de Zhili a combater em duas frentes. Para romper o cerco, Wu pactuou com Chen Jiongming para que se alçasse contra Sun Yatsen em Guandong. O acordo com Chen fez com que os homens de Anhui duvidassem em se enfrentar com os de Zhili.
Nesta guerra, Wu Peifu tomou novamente o comando das forças de Zhili. O confronto teve lugar numa frente ampla ao sul de Pequim e Tianjin e durou de abril a junho de 1922. De novo, ao começo o exército Zhili sofreu vários reveses no combate contra o exército de Fengtian, bem equipado e mais numeroso. No entanto, uma vez mais, a liderança e habilidade de Wu Peifu mudaram a sorte em favor da camarilha de Zhili. Escasso de munições, tratou de decidir o confronto rapidamente. Wu executou várias manobras de flanqueamento que obrigaram à ala ocidental do exército de Fengtian a se reagrupar em Pequim. Mais tarde as unidades deste flanco caíram numa armadilha quando Wu fingiu uma retirada. O resultado foi a aniquilação da ala ocidental do exército de Fengtian, o que tornou insustentáveis suas operações, e mais exitosas, na parte oriental da frente. Zhang Zuolin viu-se obrigado a ordenar uma retirada geral para Shanhaiguan; cedendo assim o controle da capital a Wu e à camarilha de Zhili.
Cao Kun e Wu Peifu e sua camarilha de Zhili vitoriosos, conseguiram então fazer com um governo central cujo controle sobre as províncias se tinha deteriorado enormemente: a Manchúria era então independente de fato, nas mãos de Zhang Zuolin e sua camarilha de Fengtian, ainda formidável, enquanto o sul se dividiu numa miríade de feudos de pequenos chefes militares entre os quais se incluíam os restos da camarilha de Anhui e o Kuomintang de Sun Yatsen, expulsos do Cantão pela sublevação fomentada por Wu, que tinha detido assim sua ofensiva contra ele.

## O controle do Governo de Beiyang
O novo governo de Pequim recebeu o apoio da Grã-Bretanha e dos Estados Unidos. Chamou-se de seu retiro por Li Yuanhong – o último presidente com alguma legitimidade – para ocupar novamente a presidência da república em 12 de junho de 1922, mas converteu-se na prática num mero fantoche da camarilha. Qualquer nomeação para o gabinete tinha que ser aprovado por Wu Peifu. Nesse momento, o prestígio e a fama de Wu tinham superado até a de seu antigo mentor Cao Kun, nominalmente o líder da camarilha de Zhili. Isto causou tensão na relação dos dois, ainda que não deu lugar a uma fratura da clique que, no entanto, se mostrava mais unida no momento de enfrentar seus inimigos que uma vez conseguida a vitória. A rivalidade entre Cao, dirigente e membro mais antigo da camarilha, porém um militar medíocre, e Wu, estrategista brilhante, enfrentou aos partidários de um e outro pelo controle do poder. O controle do Governo central era fundamental para os senhores da guerra por ser a autoridade reconhecida internacionalmente e sua capacidade de arrecadar certos impostos, necessários para manter suas tropas e estender seu controle territorial. Unicamente o Governo de Pequim podia receber créditos internacionais, os quais o líder militar que o controlasse podia utilizar em seu benefício. Durante o período de poder da camarilha, os sucessivos e efêmeros gabinetes, controlados principalmente por Wu e não por Cao, foram incapazes de resolver a grave crise financeira, e solicitaram contínuos créditos nacionais e internacionais. O habitual controle dos ministérios de Finanças e Comunicações por partidários de Wu permitia-lhe apropriar-se de parte do dinheiro que precisava para manter seu poder militar. O aumento do poder de Wu, melhor financiado pelo Governo e o apoio de outros membros da camarilha, fez com que Cao decidisse finalmente acabar com o poder daquele no Governo. A começos de 1923, conseguiu substituir o "gabinete de homens capazes", próximo a Wu, por outro de partidários seus e acusou ao primeiro de corrupção.
Wu tentou frear Cao quando este começou manobras políticas para atingir a presidência,mas finalmente não pôde evitar que Cao forçasse a fuga do presidente Li, com a ajuda das tropas de Feng Yuxiang, que o cercou na capital. Cao passou então vários meses fazendo campanha para assegurar-se a presidência e inclusive declarou abertamente que estava disposto a pagar cinco mil yuanes a qualquer parlamentar que votasse nele. Isto provocou a condenação nacional e internacional contra a camarilha de Zhili, mas não impediu que Cao resultasse eleito em outubro de 1923. As tensões entre os principais membros da clique ameaçaram a sua própria dissolução, que somente foi impedida pela ameaça de Zhang Zuolin, que acabou desembocando novamente em confronto bélico. Zhang tinha denunciado como ilegítima a eleição de Cao à presidência e tinha se rearmado desde sua derrota em 1922.
Para então o prestígio de Wu tinha desaparecido com o fracasso e renúncia do "gabinete dos homens capazes" em novembro de 1922: as lutas entre senhores da guerra tinham continuado, assim como a corrupção da administração e a bancarrota do Estado.
Ainda que o poder Zhili parecia seguro, uma crise no sul logo precipitou outro confronto com a camarilha de Fengtian. A crise deveu-se à disputa pelo controle da cidade de Xangai, o centro nevrálgico do comércio da nação. A cidade era parte da província de Jiangsu, sob o controle de Zhili, mas, em realidade, estava administrada pela clique de Zhejiang, governada pelos restos da camarilha de Anhui. Quando Zhili exigiu a devolução de Xangai a sua administração, composta por seus antigos adversários, se negou e começaram as hostilidades. Zhang Zuolin, na Manchúria, e Sun Yatsen, a seguir, em Guangdong, apressaram-se a declarar seu apoio à camarilha de Anhui e prepararam-se para a guerra. Wu Peifu despachou o seu subordinado e protegido Sun Chuanfang para o sul para fazer frente à clique de Anhui e a qualquer ataque que pudesse provir das forças do Kuomintang de Sun Yatsen, enquanto Wu se preparou para fazer frente de novo ao exército de Fengtian de Zhang, muito aumentado desde o último choque em 1922. Wu foi nomeado comandante-em-chefe das tropas sob o controle da camarilha de Zhili.

## A traição de Feng e o triunfo de Zhang

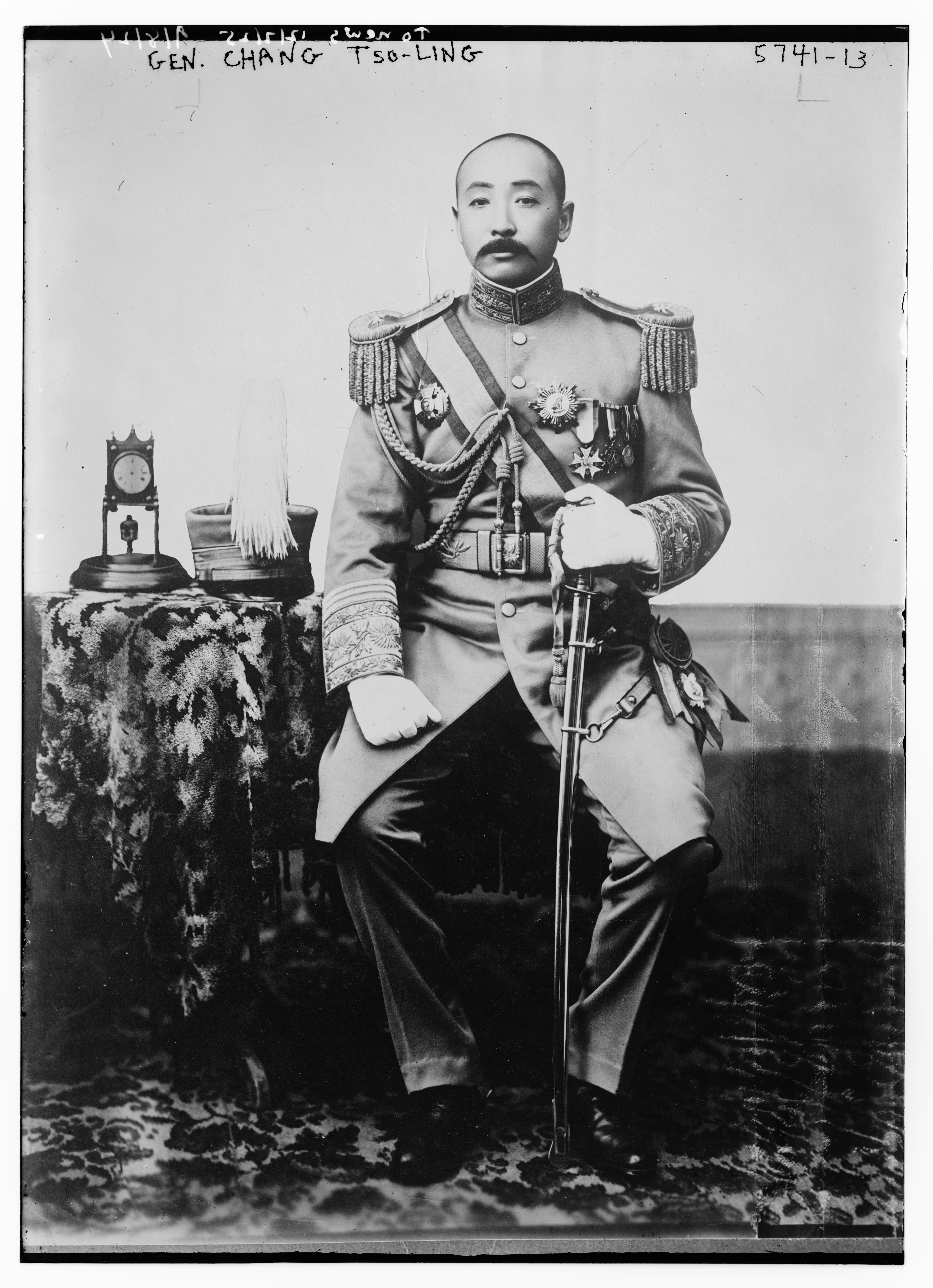
Zhang Zuolin, líder militar das províncias manchus. Vencido por Wu em seu primeiro confronto em 1922, conseguiu derrotá-lo em 1924 graças à traição de Feng Yuxiang.

Centenas de milhares de homens participaram no grande confronto entre o exército de Fengtian de Zhang e as forças de Zhili às ordens de Wu. Zhang contava com cerca de cento e cinquenta mil soldados. No sul, as unidades de Zhili resultaram vitoriosas, mas no norte as de Wu foram derrotadas em diversos combates contra as de Zhang, o que obrigou ao próprio Wu a ir à frente para estabilizá-la. Num momento chave, em 23 de outubro de 1924, um dos principais aliados de Wu, Feng Yuxiang, comprado com dinheiro dos japoneses, abandonou a frente de Jehol que defendia, marchou sobre Pequim, deu o golpe de Pequim (pinyin: Beijing zhengbian) e derrocou o regime existente. A traição desbaratou o plano militar de Wu Peifu e seus exércitos foram derrotados pelas forças de Zhang e Feng perto de Tianjin. As tentativas desesperadas de Wu por aplastar a rebelião com reforços das províncias centrais fracassaram porque o controle das comunicações ferroviárias estava em mãos das unidades do Guominjun de Feng. Em 3 de novembro, Wu abandonou o norte e partiu para o Yangzi. Tratou em vão de desembarcar na península de Shandong, onde o governador local, da camarilha de Anhui e com respaldo japonês, exigiu seu desarmamento. Wu negou-se e decidiu marchar ao sul com seus três transportes e dez mil homens. Após a vitória da camarilha de Fengtian, Duan Qirui, com escasso poder e único candidato de consenso entre Zhang e Feng, já oponentes, converteu-se em chefe do Estado e proclamou um Governo provisório. Duan tinha recebido o apoio dos governadores Zhili do Yangtze. A derrota militar de Wu acabou com sua situação difícil entre as autoridades japonesas.

## Breve ressurgimento
Em princípio os governadores militares das províncias do Yangtze, de Zhili, condenaram a traição de Feng e apoiaram em suas declarações a Wu. Temerosos, no entanto, de apoiar ao bando perdedor, abstiveram-se de respaldar-lhe militarmente, limitando à condenação verbal. A derrota final das unidades de Wu no norte e o avanço dos aliados de Feng e Zhang para o sul fizeram com que os governadores militares do Yangtze se apressassem a tratar de pactuar com os vencedores, mas sem ceder por completo o controle de seus territórios nem de submeterem-se a eles de forma definitiva. Ao mesmo tempo, Wu tratou de opor aos arranjos entre seus colegas de clique e os vencedores da guerra e proclamou a formação de um Governo separado no Yangtze, com pouco sucesso. Seus supostos subordinados não desejavam se enfrentar com Zhang e Feng. Pouco a pouco, diversos governadores militares reiteraram seu apoio a Duan Qirui, sem romper abertamente com Wu mas descartando respaldar sua proposta de um Governo alternativo. As tentativas de reconciliação de Pequim para com Wu fracassaram. A estas seguiram-se as ordens de Pequim de prender Wu e lhe expulsar dos últimos territórios sob seu controle. Wu teve de retirar-se e, depois de negarem-lhe o socorro de seus subordinados, abandonou temporariamente a política nacional, transladando a uma montanha entre Hubei e Hunã.

Distribuição aproximada dos senhores da guerra e as regiões baixo seu controle em 1925, depois da derrota da camarilha de Zhili no norte nas mãos de Zhang Zuolin e do renegado Feng Yuxiang.

As tentativas dos vencedores, especialmente de Feng, de estenderem seu poder para o sul, supuseram aos olhos dos governadores militares de Zhili uma ameaça à sua hegemonia na região, o que permitiu o ressurgimento político de Wu. No início de 1925, quatro províncias meridionais uniram-se numa aliança de escassa coesão e outorgaram o comando desta a Wu. De carácter defensivo mais que ofensivo e contrária à ruptura total com Pequim, só adquiriu verdadeira força a partir de outubro, quando se uniu a ela Sun Chuanfang devido ao avanço da camarilha de Fengtian para o baixo Yangtze entre janeiro e agosto de 1925. No final do mês, Wu, em Hankow convidado por Sun, declarou que catorze províncias acatavam seu comando. O apoio de Sun, no entanto, era morno e suspeitava de Wu, ao mesmo tempo que se mostrava mais interessado em rechaçar as ofensivas de Zhang e consolidar seu poder do que em respaldar a Wu e ao resto do coligados. Cedo Sun aliou-se com Feng, também inquieto pelo crescimento do poder de Zhang, numa segunda aliança que para Wu era inadmissível dada a hostilidade que tinha para com Feng como autor do golpe de Estado que tinha precipitado sua derrota militar anterior. As tentativas de reconciliação por parte de Feng foram recusados por Wu.
No final de novembro, Feng provocou uma revolta na Manchúria contra Zhang, que conseguiu a sufocar apenas com dificuldade e graças à ajuda japonesa, debilitando consideravelmente seu poder no sul. Este sério revés e a perda consequente do controle da província de Zhili, caindo nas mãos de Feng, levou Zhang a propor uma aliança a Wu, que recusou em princípios de dezembro. Pouco depois, no entanto, ambos rivais se uniram para atacar ao Guominjun de Feng enquanto este se achava ausente na URSS e derrotaram a suas forças em Henan entre janeiro e fevereiro de 1926. A nova cercania entre Wu e Zhang, no entanto, desagradou a Sun Chuanfang, que tinha considerado a este como seu principal inimigo. O controle de Hunã e pouco depois da rica Hubei pela morte de seu governador militar aumentou o poder de Wu. O 24 de março, em conjunto com as forças de Zhang, as unidades de Wu entravam em Tianjin, primeiro passo no avanço para a capital. Nesta o Guominjun, que tratava de ganhar o favor de Wu, libertou a Cao, preso desde o golpe de outubro de 1924, e afugentou a Duan, que se refugiou numa embaixada estrangeira. Wu recusou os gestos do Guominjun e entrou em Pequim em 20 de abril de 1926, depois da retirada das unidades daquele. Sun, debilitado pelas derrotas de seu aliado Feng, apressou-se a colaborar com Wu. A aliança com Zhang contra Feng, que não deixava de ser um antigo subordinado e membro da camarilha de Zhili, desagradou a parte desta que preferia a aliança com Feng contra Zhang. Novamente, a aliança entre senhores da guerra era puramente pragmática e, uma vez debilitado o inimigo, neste caso Feng, ressurgiram as diferenças entre Wu e Zhang, ainda que a começos de junho conseguiram um acordo para repartir o poder e continuar a luta contra o Guominjun, algo que ficou a cargo de Wu. Wu conseguiu afastar as unidades do Guominjun da capital depois de duros combates, mas não destruir seu poder no noroeste, para onde se retirou.

## A Expedição do Norte
Wu manteve uma base de poder em Hubei e Henan na China central até que precisou enfrentar com o exército do Guomindang durante a Expedição do Norte em 1927. O confronto entre o Kuomintang e Wu surgiu pela luta pelo poder na província de Hunã, na qual cada um dos adversários procurou o apoio de um dos bandos. Em 9 de julho, Chiang Kai-shek jurava o cargo de comandante em chefe das tropas do Kuomintang, pouco depois de que as primeiras forças deste partissem para a província em disputa para apoiar oa seu candidato ao governo militar. O rápido avanço das forças de Chiang destruiu as alianças dos senhores da guerra do norte, que trataram de evitar sua destruição em separado.

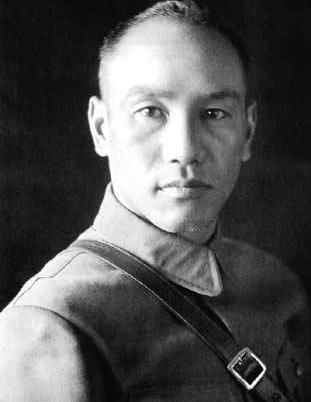
Jiang Jieshi, comandante em chefe das forças do Guomindang, dirigiu a Expedição do Norte que conduziu à derrota ou à submissão dos senhores da guerra que tinham regido China desde a morte de Yuan Shikai. Wu tratou em vão se opor a seu avanço para o norte e, depois de várias retiradas, teve de abandonar a política, derrotado em junho de 1927.

Com parte de suas tropas retidas pelos combates com os aliados do Kuomintang no noroeste - que considerava a frente principal- Wu demorou em transladar ao sul. Parte da camarilha, contrária à aliança de Wu com Zhang contra Feng, revelou-se contra Wu. Sun Chuanfang declarou a independência de suas províncias e negou-se a colaborar com Zhang contra o Kuomintang. Em junho a destituição de um importante subordinado que se negava a se enfrentar com o Guominjun e mantinha secretas conversas com este causou mais revoltas entre os seguidores de Wu. Sun manteve enquanto uma atitude ambígua para Wu, enquanto negociava em segredo com Chiang. Wu atrasou sua viagem à frente sul excessivamente e transladou-se a Wuhan tardiamente no final de agosto, depois da queda de Yueyang no dia 22. Apesar dos esforços de Wu e do envio de reforços, as três cidades de Wuhan caíram em mãos do Kuomintang entre setembro e outubro, em parte graças a traições. Os reveses no sul e a subordinação de Feng, regressado da Rússia e de novo à frente do Guominjun no Noroeste, ao Kuomintang, debilitaram notavelmente a posição de Wu, que não recebeu a ajuda de Sun, quem se absteve de atacar o flanco de Chiang durante os combates pelo controle de Wuhan.
Wu teve de retirar-se para Henan enquanto Zhang aproveitava sua debilidade para reforçar seu poder e avançar efemeramente para o sul. Wu recusou as tropas oferecidas por Zhang temendo seu ex-rival, que novamente ofereceu sua ajuda em troca de submissão efetiva, em vão. Ante o avanço do Kuomintang desde o sul e o de Feng desde o noroeste, Wu considerou impossível manter-se em Henan e retirou-se a Sichuã. Em 14 de junho de 1927, as tropas de Chiang tomavam o controle de Henan e Wu retirou-se novamente da política nacional em julho. Wu tinha procurado a proteção do senhor da guerra local, Yang Sen, antigo subordinado mas por então integrado formalmente nas forças do Kuomintang; Yang deu-lhe asilo e ignorou as ordens do Kuomintang de prendê-lo, mas impediu suas atividades políticas, às quais Wu renunciou oficialmente. Antes do verão de 1928, o resto dos principais senhores da guerra tinham-se submetido voluntariamente ou pela força ao Kuomintang e a Expedição finalizara.
Wu instalou-se em Sichuã até o outono de 1931, mudando-se frequentemente dentro da província sob a proteção de sucessivos governadores, ainda que tinha sido desarmado por pressão do Kuomintang desde janeiro de 1928. Dedicou-se neste período ao estudo dos cânones budistas e os clássicos confucianos, a prática da caligrafia e a escritura de poesia. Também começou a beber.

## Últimos anos

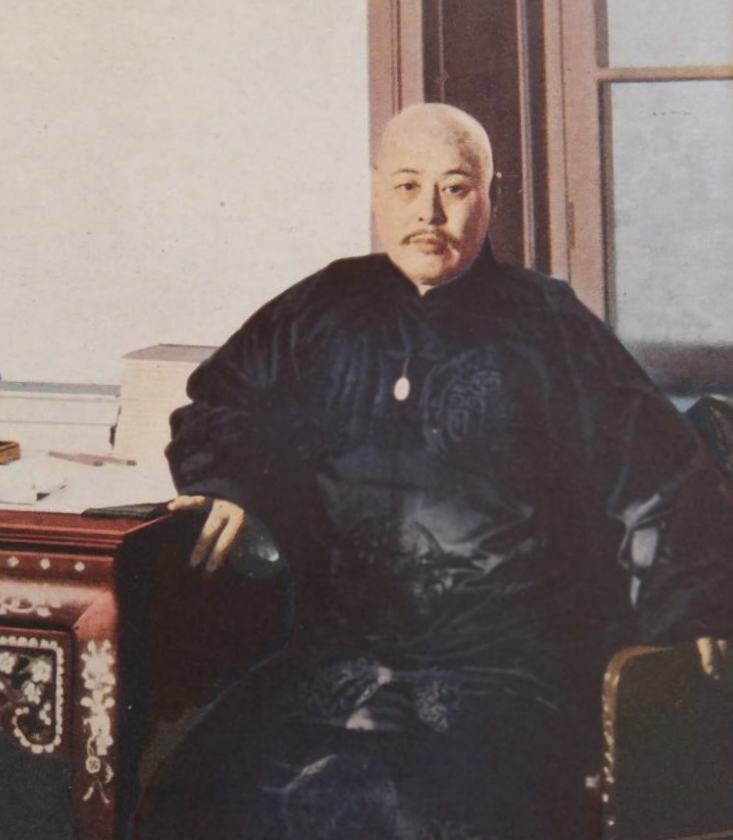
Foto colorida de Wu Peifu de 1939, da revista japonesa Pictorial World da época da Segunda Guerra Mundial. A foto foi tirada provavelmente cerca de um ano antes da morte de Wu, em dezembro de 1939.

Já em fevereiro de 1929, alguns diplomatas chineses e representantes japoneses procuraram o consentimento de Wu para que presidisse um Estado-fantoche nipônico na Manchúria. Wu recusou a proposta. No outono de 1931, o Governo Nacionalista de Nanquim outorgou-lhe o cargo de assessor, o qual aceitou, se transladando a Pequim em fevereiro de 1932. Quando então tinha tido lugar o Incidente de Mukden e, em 9 de março daquele ano, os japoneses proclamaram a independência de Manchukuo, a qual Wu condenou publicamente e chamou à resistência ao que considerava uma agressão à nação chinesa. Apesar de suas contínuas proclamas antijaponesas, sucederam-se os contatos de conspiradores chineses e japoneses que desejavam conseguir seu apoio para criar um Estado-fantoche no norte da China. Na primavera de 1933, supõe-se que se ofereceu aos japoneses como figura para dirigir uma nova força para se enfrentar com o Kuomintang, ainda que a proposta se fez não em pessoa, senão por intermediários em seu nome, e foi recusada pelos japoneses. Crê-se, não obstante, que as propostas às autoridades japonesas provieram dos subordinados de Wu, que desejavam que encabeçasse um novo Governo, e não deste. Em setembro de 1935, recusou encabeçar o Governo de um novo território sob controle japonês formado por diversas províncias do norte. Em 1937, antes do começo da guerra aberta entre a China e o Japão, este fez uma nova tentativa de conseguir o regresso político de Wu, em vão.
Depois da eclosão da Segunda Guerra Sino-Japonesa, Wu negou-se de novo a cooperar com os japoneses, que planejavam instaurar um novo Governo com Cao Kun como presidente e Wu como premiê. Em 1939, manteve infrutíferas conversas com o Governo de Wang Jingwei durante seis meses, as quais esgotaram a ambas as partes. Em suas últimas conversas com os japoneses exigiu a evacuação das tropas japonesas da China. Morreu pouco depois, em 4 de dezembro de 1939, de uma infecção bucal que se negou a tratar numa concessão internacional, e que degenerou em septicemia.

## Ideologia e relações com outros grupos de poder

### Ideologia de Wu

Mapa da Expedição do Norte com o território de Wu Peifu mostrado em vermelho médio.

Na década de 1920, Wu tinha-se convertido num senhor da guerra típico da época, que baseava seu poder e influência na força militar. Tradicionalista, apreciava os costumes e tradições chinesas ancestrais, em parte devido à sua educação. Nunca viajou ao estrangeiro nem assistiu a nenhuma escola de instrução ocidental, à diferença de outros militares contemporâneos. Conservador e próximo ideologicamente a Feng Yuxiang, baseava sua ideia do bom governo na moralidade de seus membros e desconfiava das instituições políticas. Confuciano, nacionalista e visto às vezes como antiquado em seus valores, apreciava alguns destes especialmente, como a lealdade. Consciente da importância da opinião pública para obter e conservar o poder político, Wu tratou de comprazê-la em ocasiões, como quando expulsou do poder à camarilha de Anhui e utilizou o sentimento antijaponês para o justificar.
Seu modelo de governo, no entanto, não se baseava na preeminência da lei ou na democracia, senão na tradição do humanismo chinês do governante benevolente que se cingia à moral em seus atos e com isso trazia a ordem e a submissão da população a seu governo. Céptico com o governo constitucional, que considerava estrangeiro e inadequado para a China, tinha por ideal os "ritos do Zhou"; clássico confuciano, na prática um sistema político oligárquico. Em suas preferências políticas mostrava-se a educação clássica confuciana e militar que Wu tinha recebido, com sua ênfase na piedade filial, a importância da hierarquia e a importância da moral para os mandatários. Wu utilizava a tradição confuciana para tratar de justificar suas tentativas de reunificar o país sob seu controle como a chegada do governante moral que devia acabar com o caos. Opôs-se também à federalização do país segundo o modelo estadunidense, defendida por alguns durante a década de 1920 e advogou ao contrário pelo centralismo do Estado.

### Relações com os comunistas chineses e a URSS
Depois de certos anos de cordialidade com o movimento operário, em 1923, Wu esmagou sem piedade uma greve na importante ferrovia Pequim-Hankou mediante o envio de tropas. Os soldados mataram quatro trabalhadores e feriram mais de trinta. Eclodiram outras greves em solidariedade aos ferroviários que foram também debeladas pelos militares. A reputação de Wu entre o povo chinês viu-se muito ressentida por causa deste acontecimento, ainda que ganhou-se o favor dos interesses comerciais britânicos e estadunidenses que operavam na China. O Partido Comunista Chinês rompeu relações com Wu. Wu, cujos interesses financeiros sofriam pelas greves, já tinha suprimido outras desde meados de 1922, apesar dos protestos no Parlamento, nas câmaras de comércio e dos estudantes. A URSS condenou a repressão das greves, mas não abandonou seus contatos com Wu, que este também continuou por sua necessidade de encontrar financiamento para seu confronto com Zhang. Favoreceu a melhora das relações com a União Soviética em 1924 com a assinatura do acordo sino-soviético que incluía o reconhecimento oficial do Governo comunista da URSS. Em 1925-1926 os soviéticos esforçaram-se em tratar de conseguir um acordo entre Sun Yatsen e Wu Peifu.

### Relações com britânicos e estadounidenses
Wu, favorável a britânicos e norte-americanos ainda que fervorosamente nacionalista, tinha pendurado um retrato de George Washington em seu escritório. Nacionalista, negou-se a entrar nas concessões internacionais, já que considerava-as uma afronta à China, nem sequer para tratar-se duma infecção dental que acabou lhe matando. Suas tentativas de obter ajuda militar e financeira dos Governos de Washington e Londres fracassaram, mas sim recebeu subsídios de empresas britânicas estabelecidas na China em troca de impedir possíveis boicotes destas pelos trabalhadores nas zonas sob seu controle.